# Libyjský cestovní pas

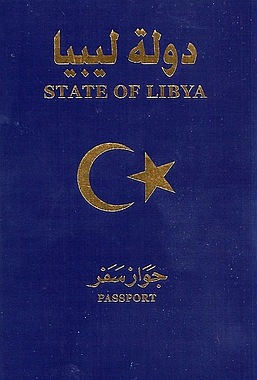
Libyjský cestovní pas

Libyjský pas je dokument vydávaný libyjským občanům pro mezinárodní cestování.

## Dějiny
Návrh libyjského pasu byl změněn nejméně 5krát nebo 6krát. Pas byl naposledy přepracován v roce 2014 po zabití Muammara Kaddáfího a následné změně režimu.

### Libyjské království
Během posledních dnů Libyjského království platil libyjský pas pro země uvedené níže:
Všechny arabské země, Pákistán, Čad, Niger, Nigérie, Ghana, Somaliland, Etiopie, Kypr, Malta, Indie, Japonsko, Tchaj-wan, Turecko, Řecko, Jugoslávie, Itálie, Švýcarsko, Rakousko, Západní Německo, Francie, Španělsko, Nizozemsko, Belgie, Lucembursko, Spojené království, Dánsko, Švédsko, Norsko a Spojené státy americké.
Barva pasu byla černá a uprostřed jej zdobil znak monarchie.

### Libyjská arabská republika
Po svržení monarchie a založení republiky Kaddáfím dne 1. září 1969 se libyjský pas postupem času stal platným pro Bulharskou lidovou republiku, Československo, Sovětský svaz a Rumunsko. 
Barva pasu byla černá a uprostřed byl orel Saladinův .

### Velká libyjská arabská lidová socialistická džamáhíríje
Na počátku 90. let platil libyjský pas pro všechny země světa kromě Jižní Afriky a okupované Palestiny.
Později po zrušení apartheidu v Jižní Africe začal libyjský pas platit i pro cesty do Jižní Afriky.
Barva pasu byla zelená, představující minulou vlajku Libye a uprostřed je Jestřáb z Kurajše.

### Stát Libye
Po občanské válce v roce 2011 se nic nezměnilo, kromě toho, že se začalo pracovat na novějším modrém pasu, který byl prvním strojově čitelným pasem pasem a byl představen v roce 2014.
Barva pasu je modrá a obsahuje hvězdu a půlměsíc, znak na současné vlajce a symbol islámu .

## Fotogalerie

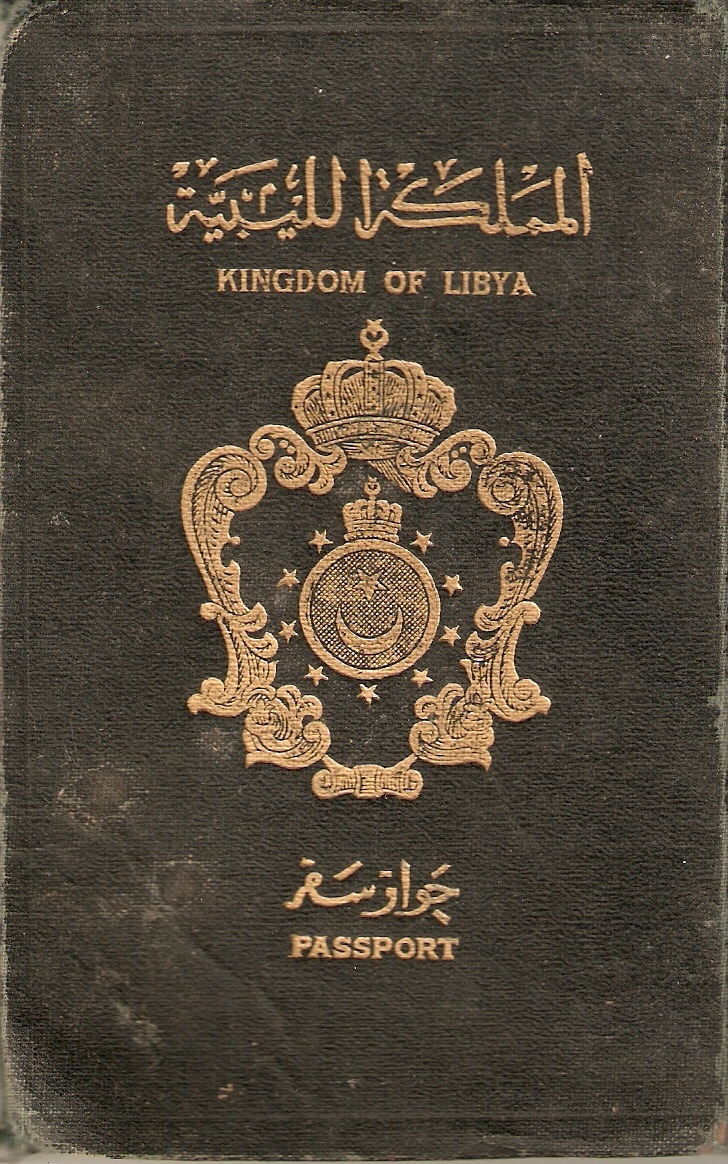
Cestovní pas Libyjského království (1951–1969)
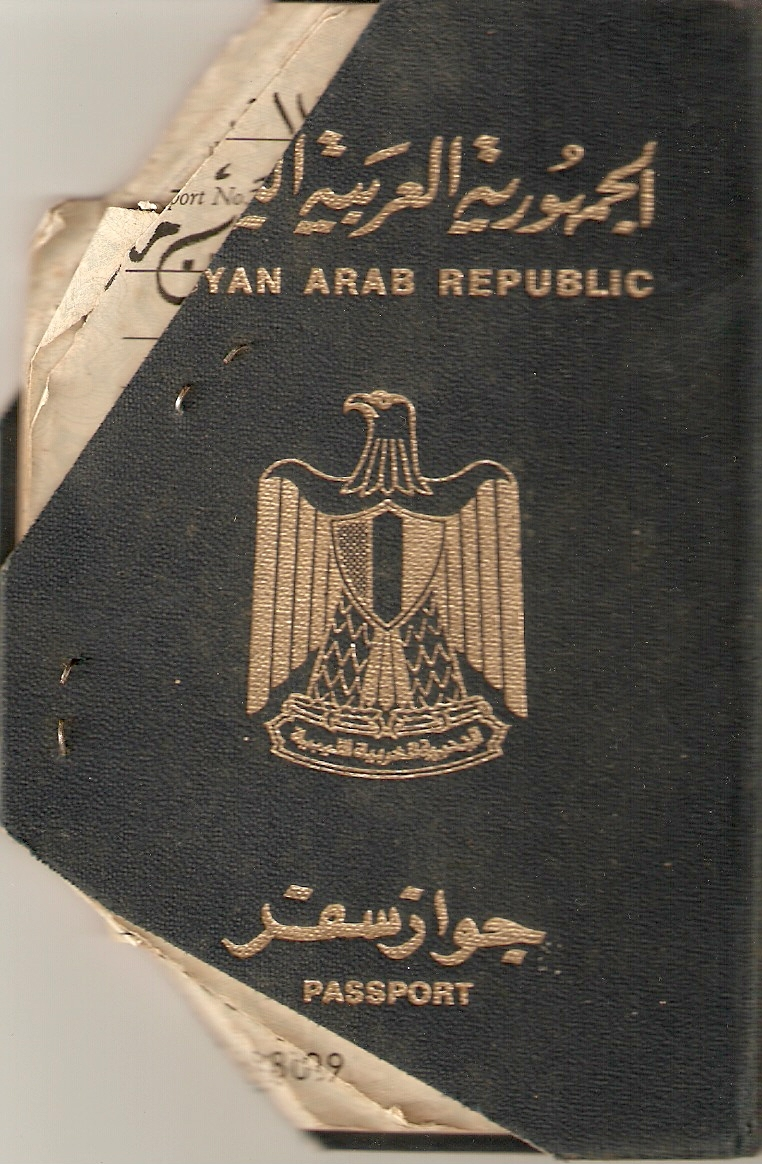
Cestovní pas Libyjské arabské republiky (1969–1977)
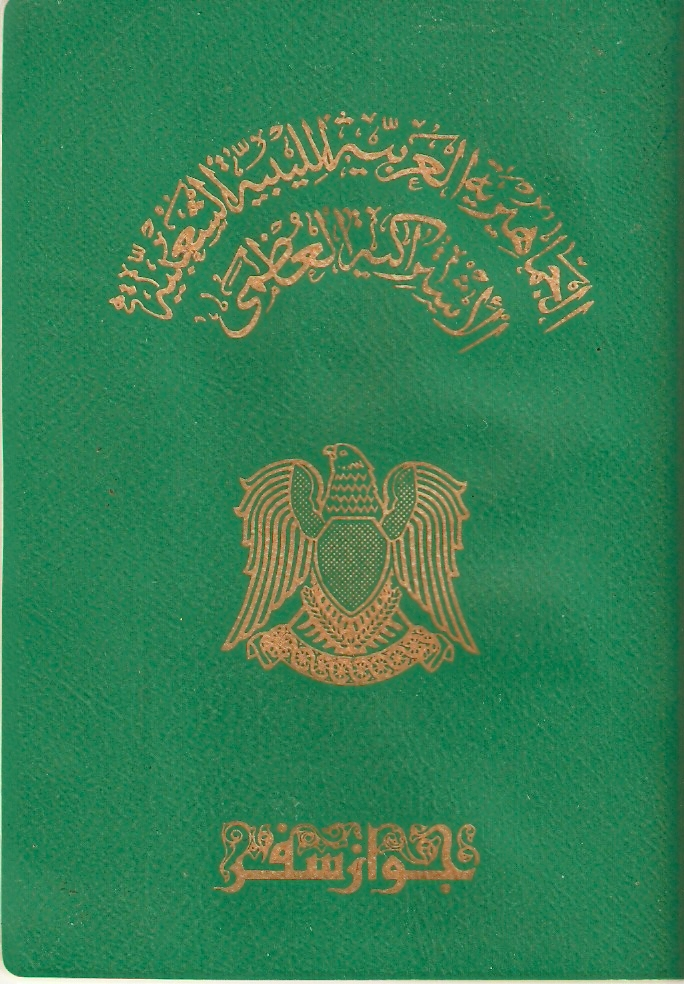
Cestovní pas Velké libyjské arabské lidové socialistické džamahírije (1977–2011)
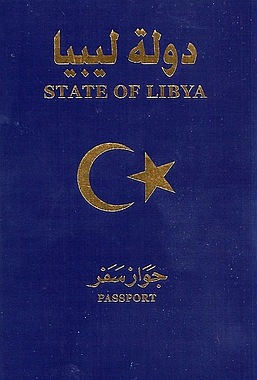
Současný libyjský cestovní pas

## Vízové požadavky

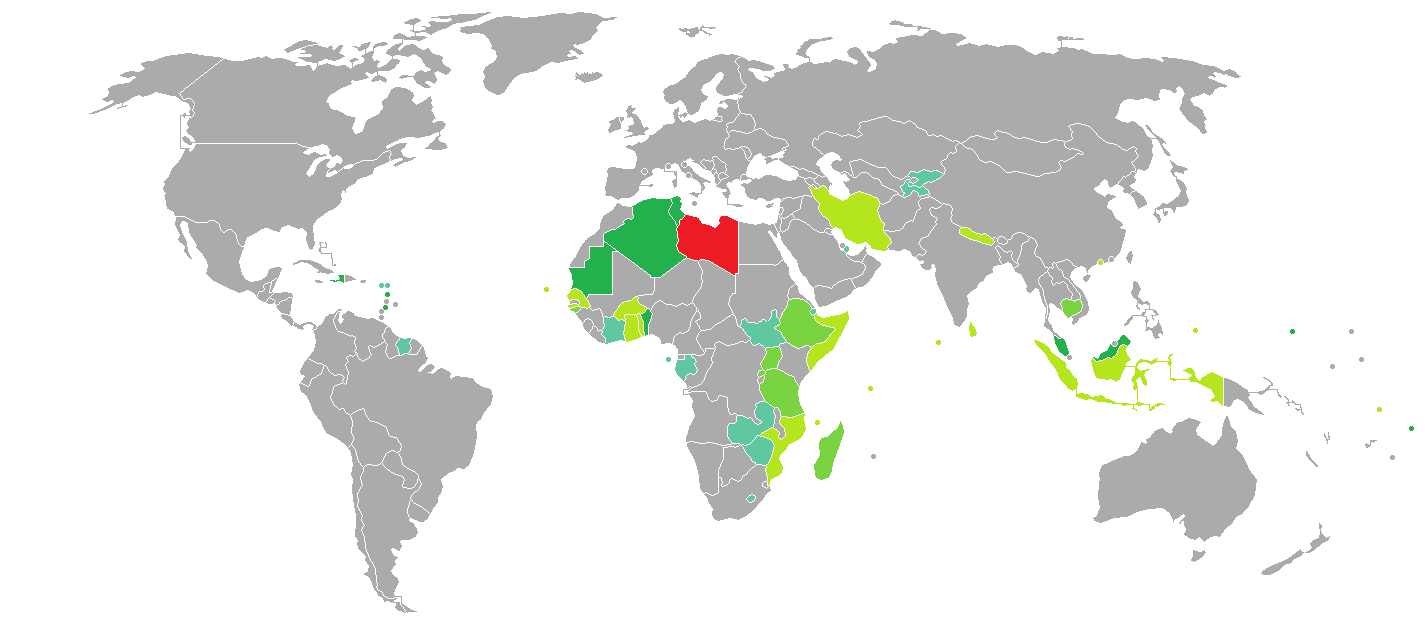
Vízové požadavky Libyjců
Libye
Vízum není třeba
Vízum udělována při příjezdu
eVisa
Vízum dostupné při příjezdu i online
Vízum nutné před příjezdem